# Фетисова, Анастасия Геннадьевна
Анастасия Геннадьевна Фетисова (5 февраля 2002, Рязань, Россия) — российская футболистка, защитник.

## Биография
Родилась 5 февраля 2002 года в Рязани.

## Клубная карьера
Играла в футбольном клубе «Олимпиец» (Рязань). Первый тренер — Владимир Геннадьевич Спиридонов.
Во взрослом футболе дебютировала в клубе «Рязань-ВДВ». В сезоне 2018 сыграла 4 матча в чемпионате. Команда стала чемпионом и финалистом Кубка России. В сезоне 2019 сыграла 7 матчей в чемпионате. Выступала за «Зенит», «Рубин» (аренда). В 2023 году играла в «Чертаново», после чего перешла в «Крылья Советов», но провела за клуб всего четыре игры и покинула его по семейным обстоятельствам.

## В сборной
Выступала за юниорскую (до 17 лет) сборную России, провела за неё 30 матчей. В 2019—2020 годах играла за молодёжную сборную.

## Статистика

### Клубная
| Выступление      | Выступление               | Выступление      | Чемпионат | Чемпионат | Кубки | Кубки | Еврокубки | Еврокубки | Итого | Итого |
| Клуб             | Лига                      | Сезон            | Игры      | Голы      | Игры  | Голы  | Игры      | Голы      | Игры  | Голы  |
| ---------------- | ------------------------- | ---------------- | --------- | --------- | ----- | ----- | --------- | --------- | ----- | ----- |
| Рязань-ВДВ       | Высший дивизион/Суперлига | 2018             | 4         | 0         | 0     | 0     | 1         | 0         | 5     | 0     |
| Рязань-ВДВ       | Высший дивизион/Суперлига | 2019             | 7         | 0         | 0     | 0     | 2         | 0         | 9     | 0     |
| Рязань-ВДВ       | Высший дивизион/Суперлига | 2020             | 6         | 0         | 0     | 0     | 0         | 0         | 6     | 0     |
| Рязань-ВДВ       | Итого                     | Итого            | 17        | 0         | 0     | 0     | 3         | 0         | 20    | 0     |
| Зенит            | Суперлига                 | 2021             | 0         | 0         | 1     | 0     | 0         | 0         | 1     | 0     |
| Зенит            | Итого                     | Итого            | 0         | 0         | 1     | 0     | 0         | 0         | 1     | 0     |
| Рубин            | Суперлига                 | 2022             | 7         | 0         | 0     | 0     | 0         | 0         | 7     | 0     |
| Рубин            | Итого                     | Итого            | 7         | 0         | 0     | 0     | 0         | 0         | 7     | 0     |
| Чертаново        | Суперлига                 | 2023             | 16        | 2         | 2     | 0     | 0         | 0         | 18    | 2     |
| Чертаново        | Итого                     | Итого            | 16        | 2         | 2     | 0     | 0         | 0         | 18    | 2     |
| Крылья Советов   | Суперлига                 | 2024             | 3         | 0         | 1     | 0     | 0         | 0         | 4     | 0     |
| Крылья Советов   | Итого                     | Итого            | 3         | 0         | 1     | 0     | 0         | 0         | 4     | 0     |
| Всего за карьеру | Всего за карьеру          | Всего за карьеру | 43        | 2         | 4     | 0     | 3         | 0         | 50    | 2     |

## Достижения

### Командные
Рязань-ВДВ
- Чемпионка России (1): 2018.
- Финалистка Кубка России (2): 2018, 2019.